# Osynliga länkar (film)
Osynliga länkar (engelska: Since You Went Away) är en amerikansk dramafilm från 1944, regisserad av John Cromwell. Den är en filmatisering av Margaret Buell Wilders roman Since You Went Away: Letters to a Soldier from His Wife från 1943 med manus av David O. Selznick, som också producerade filmen. Filmen tilldelades en Oscar för bästa filmmusik, och var nominerad i ytterligare sju kategorier.

## Handling
Filmen följer ett antal människor och familjer i en amerikansk småstad som i olika grad påverkas av kriget i Europa.

## Rollista
- Claudette Colbert – Mrs. Anne Hilton
- Jennifer Jones – Jane Deborah Hilton
- Joseph Cotten – Tony Willett
- Shirley Temple – Brig Hilton
- Monty Woolley – Överste William Smollett
- Lionel Barrymore – Clergyman
- Robert Walker – Bill Smollett
- Hattie McDaniel – Fidelia
- Agnes Moorehead – Emily Hawkins
- Alla Nazimova – Zofia Koslowska
- Albert Bassermann – Dr. Gottlieb Golden
- Gordon Oliver – marinofficer
- Keenan Wynn – Lt. Solomon
- Guy Madison – Hal Smith
- Craig Stevens – Danny Williams
- Lloyd Corrigan – Mr. Mahoney
- Jackie Moran – Johnny Mahoney

Ej krediterade, urval:
- Dorothy Adams – sjuksköterska
- Irving Bacon – bartender
- Florence Bates – hungrig kvinna på tåg
- Dorothy Dandridge – fru till officer
- William B. Davidson – skattebetalare
- Rhonda Fleming – flicka vid dansen
- Byron Foulger – High School-rektor
- Ann Gillis – Becky Anderson
- Jonathan Hale – tågkonduktör
- Warren Hymer – soldat
- Edwin Maxwell – affärsman
- Terry Moore – flyktingbarn
- Barbara Pepper – Bowling Alley Pin-flicka
- Aileen Pringle – kvinna vid Cocktailbar
- Addison Richards – Sam Atkins
- Ruth Roman – avundsjuk flicka vid järnvägsstationen
- Grady Sutton – soldat